# Stevan Sinđelić
Stevan Sinđelić (en serbe cyrillique : Стеван Синђелић ; né le 19 mai 1770 à Vojska - mort le 31 mai 1809 au mont Čegar) était l'un des chefs du Premier soulèvement serbe contre les Ottomans. 

## Biographie

### Premier soulèvement serbe
Stevan Sinđelić conduisait les rebelles à partir de la rivière Resava et commença par battre les Turcs près de Medveđa. Il participa également aux batailles d’Ivankovac (1805) et de Deligrad (1806) ; il libéra Ćuprija, Paraćin et Ražanj.
C'est à la suite de la bataille du mont Čegar qu'il est devenu un personnage mythique. Dans la première tranchée sur le mont Čegar, il était accompagné de 3 000 soldats et disposait d'une grande réserve de munitions. Les commandants Hajduk Veljko et Petar Dobrnjac s'étaient retirés avec leurs armées. Quand les Turcs apprirent que ces deux chefs étaient partis et que la position des Serbes s'en trouvait affaiblie, ils sortirent de Niš le 19 mai 1809 et marchèrent contre les troupes de Sinđelić avec 16 000 hommes et quatre canons. La bataille eut lieu au mont Čegar. Les Turcs lancèrent quatre vagues d'attaques mais se firent repousser à chaque fois. Les Turcs lancèrent alors toute leur force dans un assaut. Stevan, voyant la défaite proche, hurla « Mes frères, se sauve qui peut et qui veut, je vous libère de votre serment ! ». Puis après avoir attiré un grand nombre de Turcs vers lui, il tira dans un baril de poudre qui était à côté de lui, tuant un grand nombre d’adversaires.
Cette bataille coûta la vie à 3 000 Serbes et environ 10 000 Turcs. Chez les Serbes, seul Petko, l'écuyer de Stevan, survécut. Il rapporta l'histoire de la bataille une fois revenu parmi les Serbes. 
Après la retraite de l’armée serbe, Hurşid Ahmed Paşa, qui commandait l’armée ottomane, fit élever une tour à Niš avec les crânes des soldats serbes tués au cours de la bataille, en signe d’avertissement pour tous les rebelles. Le crâne de Stevan Sinđelić fut placé au sommet de la tour. Les Serbes appelèrent cette tour Ćele kula (la Tour des crânes). Elle resta en place jusqu’en 1878, lorsque Niš fut libérée de la domination ottomane. En 1892, une chapelle fut construite pour honorer les morts de la bataille du mont Čegar.
En 1833, le poète Lamartine apposa une plaque sur la tour. On peut y lire les mots suivants : « Qu'ils laissent subsister ce monument ! Il apprendra à leurs enfants ce que vaut l'indépendance d'un peuple, en leur montrant à quel prix leurs pères l'ont payée »